# أشيل-فرديناند كارير
أشيل-فرديناند كارير هو سياسي كندي، ولد في 15 فبراير 1859 في مدينة كيبك في كندا، وتوفي بنفس المكان في 21 مارس 1930. نشط حزبياً في حزب كيبيك الليبرالي والحزب الليبرالي الكندي. وقد انتخب عضو الجمعية الوطنية في كيبك ‏.